# Golf (lớp tàu ngầm)
Tàu ngầm Đề án 629 (tiếng Nga: Проекта 629 - Proyekta 629) là loại tàu ngầm mang tên lửa đạn đạo của Liên Xô. Đây là loại chạy bằng điện-diesel dùng trong lực lượng hải quân Liên Xô. Lớp tàu này đã được thiết kế sau khi 6 tàu ngầm Đề án 611 phóng thử nghiệm thành công tên lửa Scud. Loại tàu này đã hoạt động tại Liên Xô cho đến năm 1990. NATO gọi loại tàu ngầm này là lớp Golf.

## Lịch sử
Việc thiết kế bắt đầu vào giữa những năm 1950 tại cục thiết kế OKB-16 cùng hệ thống phóng tên lửa D-2 và thiết kế dựa trên tàu ngầm Đề án 641. Thiết kế ban đầu của lớp tàu này có thể mang theo 3 tên lửa R-11 FM với tầm bắn 150 km. Nó gắn ba ống tên lửa ở phái sau tháp tiềm vọng và chỉ có thể bắn khi nổi nhưng nó vẫn có thể bắn khi đang di chuyển. chỉ có chiếc đầu trang bị loại tên lửa này số còn lại trang bị tên lửa R-13 có tầm bắn xa hơn.
Từ năm 1966–1972 14 chiếc đã được mang ra sử đổi và thử nghiệm để tạo ra mẫu Đề án 629A. Mẫu mới có thể mang tên lửa R-21 với tốc độ di chuyển tăng đáng kể cũng như có thêm các ống ngư lôi để tự vệ hoặc tấn công.
Tất cả các con tàu này đều hoạt động cho đến năm 1990. Năm 1993, 10 chiếc đã được bán cho Cộng hòa dân chủ nhân dân Triều Tiên để tháo sắt vụn. Một chiếc cũng được bán cho Trung Quốc năm 1966.

## Chương trình AZORIAN
Vào ngày 08 tháng 3 năm 1968 một chiếc tàu ngầm Đề án 629 là K-129 đã đột ngột đâm sâu xuống và nổ tung tại vị trí 1.560 hải lý (2.890 km) hướng Tây-Bắc Oahu với lý do không rõ. Tai nạn này đã được thông báo qua hệ thống SOSUS, tất cả 98 thủy thủ trên tàu đều bị tử nạn và chìm cùng với ba tên lửa hạt nhân và hai ngư lôi hạt nhân. Hoa Kỳ đã thực hiện một chương trình mang tên AZORIAN với chi phí 800 triệu USD tương đương 3,6 tỷ USD năm 2011 để cố gắng trục vớt chiếc tàu này vào tháng 7 năm 1975 với hy vọng có thể lấy được sách mật mã bí mật bằng giấy mà con tàu này mang theo cho dù nó đã năm dưới nước nhiều năm hoặc bí mật mà con tàu này có thể mang theo.
Hai tàu ngầm hạt nhân là USS Halibut (SSN-587) và USS Seawolf (SSN-575) vốn có dự tính cho về hưu đã được gấp rút đóng lại với khả năng lặn sâu xuống vị trí mà chiếc K-129 bị chìm nằm 5 km dưới mặt nước biển. Sau khi chiếc Halibut tìm ra chiếc K-129 cùng một tên lửa đã gắn đầu đạn hạt nhân thì Melvin Laird, Bộ trưởng Quốc phòng Hoa Kỳ dưới thời tổng thống Richard Nixon đã phê duyệt chương trình AZORIAN. Không biết kết quả ra sao nhưng Hoa Kỳ đã thành công trong việc trục vớt chiếc K-129 sáu năm sau đó.